# Instytut Yunus Emre
Instytut Yunus Emre (tur. Yunus Emre Enstitüsü) – instytut stworzony w celu promowania tureckiej historii, kultury, sztuki oraz języka.
Fundacja imienia Yunusa Emre to fundacja pożytku publicznego powstała na mocy uchwały numer 5653 z 5 maja 2007 roku. Wśród głównych zadań tej fundacji można wymienić: promocję języka, historii, kultury i sztuki Turcji; udzielanie informacji wszystkim zainteresowanym powyższą tematyką, nauczanie języka tureckiego, kultury i sztuki tureckiej poza granicami Turcji, a także umacnianie przyjaźni między Turcją i innymi krajami w drodze wymiany kulturowej.
Instytut Yunus Emre powstał jako część fundacji imienia Yunusa Emre i realizuje cele zawarte w ustawie przez działalność edukacyjną, badania naukowe, wprowadzanie w życie różnych projektów. W ramach realizacji celów statutowych wspiera promocję i nauczanie kultury, historii, języka i literatury tureckiej, badania naukowe, we współpracy z różnymi instytucjami wspiera badania naukowe i upowszechnienie ich rezultatów poprzez różnorodne wydawnictwa. Instytut Yunus Emre planuje również kształcenie nauczycieli akademickich i badaczy zainteresowanych językiem tureckim, historią, kulturą, sztuką, muzyką Turcji oraz realizację  certyfikowanych programów edukacyjnych.
Instytut za pośrednictwem otwieranych w różnych krajach Centrów Kultury Tureckiej prowadzi działania mające na celu promocję języka tureckiego oraz kultury, sztuki i historii Turcji. Centra Kultury Tureckiej poprzez realizację projektów naukowych, wydarzeń kulturalnych i kursów, z jednej strony będą przyczyniały się do promocji Turcji, a z drugiej mają umacniać przyjaźń i tworzenie się więzów kulturowych pomiędzy Turcją i innymi krajami.
Dzięki kursom języka tureckiego prowadzonym w Centrach Kultury Tureckiej  osoby pragnące poznać język turecki będą miały ku temu okazję, a obywatele Turcji mieszkający w danym kraju będą mieli zapewnioną możliwość poznania tego języka z bliska, przez co zacieśnią się polsko-tureckie relacje.
Instytut Yunus Emre Centrum Kultury Tureckiej w Warszawie działa od 2010 roku. Dyrektorem Instytutu jest dr hab. Öztürk Emiroğlu. Obecna siedziba mieści się w Al. Jerozolimskich 55/3 w Warszawie.

## Kultura i Sztuka
Instytut poprzez zakładane na całym świecie Centra Kultury Tureckiej promuje elementy kultury i przykłady sztuki tureckiej i w ten sposób wspiera kontakty i wymianę kulturową.
Centra promują dziedzictwo kulturowe Turcji, takie jak: muzyka, współczesne i tradycyjne rękodzieło, teatr, kinematografia, fotografia, literatura, kuchnia turecka i tym podobne poprzez organizację koncertów, wystaw, warsztatów, występów scenicznych, pokazów kinowych, zebrań naukowych, spotkań inteligencji, kursów artystycznych i inne wydarzenia. Instytut Yunusa Emre we współpracy z miejscowymi i międzynarodowymi instytucjami bierze udział w targach, festiwalach i innych wydarzeniach. Projekty prowadzone przez koordynatorów do spraw artystycznych odgrywają ważną rolę w wymianie międzykulturowej i zacieśnianiu więzów przyjaźni pomiędzy różnymi społeczeństwami.

## YETEM – Centrum Edukacji w Języku Tureckim im. Yunusa Emre
YETEM, czyli Centrum Edukacji w Języku Tureckim im. Yunusa Emre, powstało jako część Instytutu Yunusa Emre na mocy uchwały 5653. Wymienione w uchwale cele działalności Centrum Edukacji to: promowanie Turcji, tureckiej historii, kultury i sztuki oraz języka tureckiego, upowszechnianie wiedzy i materiałów dotyczących tej tematyki, służenie pomocą osobom pragnącym dowiedzieć się czegoś więcej o języku, sztuce i historii Turcji, zwiększenie wymiany kulturowej i umocnienie przyjaźni pomiędzy Turcją i innymi krajami. Centra Edukacji koncentrują się na nauczaniu języka tureckiego, przygotowaniu materiałów i pomocy naukowych przydatnych w czasie lekcji tureckiego i wspieraniu wydarzeń promujących Turcję od strony językowej. YETEM zajmuje się między innymi ustaleniem standardów dla kursów języka tureckiego prowadzonych w Centrach Kultury Tureckiej, tworzeniem środowiska edukacyjnego zgodnego z tymi standardami oraz edukowaniem lektorów języka tureckiego.
YETEM prowadzi w Turcji i poza jej granicami, w zależności od potrzeb, tygodniowe lub miesięczne programy dla lektorów języka tureckiego, organizuje coroczną Letnią Szkołę Języka Tureckiego (Türkçe Yaz Okulu), przygotowuje podręczniki, ćwiczenia i materiały pomocnicze do nauki języka tureckiego na różnym poziomie, walczy o włączenie języka tureckiego jako obcego do programu szkół publicznych. Działania te prowadzi we współpracy z lokalnymi uniwersytetami i instytucjami pożytku publicznego.

## Centrum Egzaminacyjne
Centrum Egzaminacyjne Instytutu Yunusa Emre rozpoczęło swoją działalność 3 grudnia 2013, kiedy oddzieliło się od YETEM (Centrum Edukacji w Języku Tureckim Yunus Emre).  Działalność Centrum Egzaminacyjnego to między innymi: organizacja kongresów i seminariów dla wykładowców akademickich zajmujących się nauczaniem języka tureckiego, nauczycieli pracujących w Centrach Kultury Tureckiej i szkołach TÖMER oraz pisarzy, którzy piszą pytania do banku pytań Egzaminu Certyfikacyjnego z Języka Tureckiego; rozwój egzaminów semestralnych, certyfikacyjnych  i poziomujących przeprowadzanych w Centrach Kultury Tureckiej, prowadzenie działań mających na celu mających na celu dostosowanie TYS do najnowszych naukowych standardów i przygotowanie banku pytań zgodnie z tymi standardami, prowadzenie działań upowszechniających TYS na platformie online oraz w tradycyjnej formie, umożliwienie uniwersytetom współpracującym z Instytutem Yunusa Emre korzystanie z Banku Pytań TYS, pomoc tureckim uniwersytetom w przeprowadzenie egzaminu dla obcokrajowców (YÖS) poza granicami kraju.

## Projekt Turkologia Instytutu Yunus Emre
Projekt Turkologia to zainicjowany w 1999 projekt Tureckiej Agencji ds. Współpracy i Rozwoju (TİKA), który po raz pierwszy został urzeczywistniony w roku akademickim 2000–2001. W ramach Projektu Turkologia zamierzono: podniesienie jakości nauczania języka tureckiego, wzmocnienie stosunków pomiędzy Turcją a innymi krajami, a tym samym podniesienie liczebności grupy osób mówiących w języku tureckim w danym kraju, zwiększenie wiedzy na temat Turcji i kultury tureckiej.
Na mocy protokołu podpisanego 20 września 2011 roku projekt przekazany został Instytutowi Yunus Emre. Od tej pory Instytut jest odpowiedzialny za prowadzenie wszelkich działań na uniwersytetach i kursach języka tureckiego w ramach projektu.
Projekt Turkologia zapewnia lektorów języka tureckiego, wspiera lokalnych nauczycieli oraz zapewnia materiały edukacyjne na ponad 49 turkologiach i kursach języka tureckiego w 35 różnych krajach, między innymi: Afganistanie, Azerbejdżanie,Białorusi, Belgii, Bułgarii, Bośni i Hercegowinie, Algierii, Chińskiej Republice Ludowej, Estonii, Maroku, Gruzji, Chorwacji, Indiach, Iraku, Włoszech, Kazachstanie, Kosowie, Łotwie, Litwie, Macedonii, Mongolii, Pakistanie, Polsce, Serbii, Słowacji, Sudanie, w Federacji Rosyjskiej (Republika Baszkortostanu i Tatarstanu), na Ukrainie (w tym w Autonomicznej Republice Krymu), Jordanii i Jemenie.
Ponadto corocznie od 2003 zapewnia ponad 120 zdolnym studentom uczącym się języka tureckiego 20 dniową praktykę językową w Turcji, a studentom turkologii pobyt na Letnim Stażu Turkologicznym, w trakcie którego mają oni szansę z bliska poznać ważne dla tureckiej historii i kultury miejsca.

## Cel Projektu Turkologia
Cele projektu turkologia to między innymi: rozwój przyjaźni pomiędzy Turcją i innymi krajami, wymiana kulturowa, umożliwienie osobom zainteresowanym językiem tureckim, literaturą, kulturą i sztuką Turcji zdobycia wiedzy w tych dziedzinach oraz upowszechnianie wiedzy i materiałów dotyczących tych dziedzin, poprzez kierowanie nauczycieli języka zapewnienie ciągłości nauczania języka tureckiego poprzez delegowanie nauczycieli  z Turcji na zagraniczne turkologie, utrzymywanie wysokiej jakości nauczania języka tureckiego i tureckiej literatury, promocja Turcji i jej kultury poza granicami kraju.